# Fuckin’ Faces
Fuckin’ Faces war eine Deutschpunk-Band, die im Juli 1990 in Heringen gegründet wurde. Die Gründungsmitglieder der Band waren Butz (Gitarre und Gesang), Drops (Schlagzeug) und Stefan (Bass und Hintergrundgesang). Die Gruppe ist beim Label Nasty Vinyl unter Vertrag.

## Geschichte
1990 gründeten Butz (Gitarre und Gesang), Drops (Schlagzeug) und Stefan (Bass und Hintergrundgesang) die Punkband Fuckin’ Faces. Die Band bekam bald einen Plattenvertrag bei Nasty Vinyl und veröffentlichte 1993 ihr erstes Album Im Vakuum des Vertrauens. Nach diesem wurde Stefan für das darauf folgende Album von Alex ersetzt. Neue Wege erschien dann 1995. Im Jahr 1997 wurde dann Licht und Schatten veröffentlicht. Nach Ausschreitungen auf einem Konzert löste sich die Band im Jahr 2000 auf, feierte aber 2003 in Dippach beim „Rock am Schacht“ ihr Comeback. Im gleichen Jahr erschien eine Split-CD mit Sonne Ost.
2011 spielte die Band auf der „Spirit from the Streets Festival on Tour“ unter anderem mit den Skatoons, Zaunpfahl, Alarmsignal und Hörinfarkt.
Nach dreijähriger Pause traten sie am 21. Juni 2014 mit neuem Bassisten wieder auf.

## Diskografie

### Alben
- 1991: Wir wehren uns - Demo Tape (91)
- 1993: Im Vakuum des Vertrauens
- 1995: Neue Wege
- 1997: Licht und Schatten
- 2003: Im falschen Film (Split-CD mit Sonne Ost)

### EPs
- 1992: Faces of Death
- 1994: Bosnien EP
- 1995: Split mit Blanks 77